# Praepositus (römische Armee)
Der Titel Praepositus (lateinisch für „Vorgesetzter“) bezeichnete in der römischen Armee eine Reihe von Dienstgraden, wobei es sich jedoch in der Regel nicht um die offizielle Bezeichnung des jeweiligen Postens handelte.

## Prinzipat
Allgemein stand die Bezeichnung Praepositus im antiken Rom für Vorgesetzte oder Sonderbeauftragte, etwa im Staatsdienst oder in anderen öffentlichen oder privaten Zusammenhängen. Dabei scheint es sich teilweise um eine offizielle Amtsbezeichnung, teilweise aber auch nur um eine allgemeine Bezeichnung ohne konkrete inhaltliche Definition gehandelt zu haben. Ähnlich vielfältig wurde der Begriff ab dem Prinzipat auch im römischen Militär genutzt. Dort wurden zunächst einmal die Kommandanten der im 2. Jahrhundert n. Chr. als eigenständige Truppengattung aufkommenden Numeri so bezeichnet – für diese Befehlshaber scheint praepositus numeri tatsächlich die feststehende offizielle Amtsbezeichnung gewesen zu sein. Daneben wurden aber auch die Anführer von Sonderkommandos, etwa von Vexillationen, als Praepositus bezeichnet. In diesem Kontext konnte der Titel jedoch genauso vielfältig sein wie die Spannweite der Vexillationen und ihrer Aufgaben selbst. Bei diesen Praepositi konnte es sich um Amtsträger mit Befugnissen eines Centurio handeln, die beispielsweise zur Überwachung eines Marmorsteinbruchs abkommandiert wurden, genauso aber auch um Befehlshaber aus dem Senatorenstand, die gleichzeitig eine ganze Legion kommandierten und mit einem umfangreichen außerordentlichen Manöver betraut worden waren. Auch einige spezielle Einheiten der römischen Armee wie etwa die Symmachiarii oder Exploratores wurden von einem Praefectus oder einem Praepositus befehligt.
Nach der Einführung der Bezeichnung Praepositus als festem Amtstitel für die Befehlshaber von Numeri wurden in Ausnahmefällen auch andere Kommandanten, die eigentlich den Titel eines Praefectus trugen, als Praepositus betitelt, etwa die obersten Befehlshaber einer Kohorte oder Ala. Schließlich werden gelegentlich auch Praepositi einer Legion oder einer Classis (Flotte) in den antiken Quellen genannt – dabei scheint es sich jedoch im Regelfall zumindest bis ins 3. Jh. um Sonderbeauftragte gehandelt zu haben, die innerhalb der betreffenden Legion oder Flotte eine spezielle Aufgabe erfüllten, nicht aber als Kommandanten der gesamten Einheit vorstanden. So gibt es zum Beispiel Belege für Praepositi, die für die Koordination der Nachschublieferungen und der Nahrungsversorgung bei einem größeren Feldzug zuständig waren.

## Spätantike
Auch in der Spätantike ist die Begriffsverwendung sehr uneinheitlich. Generell scheint Praepositus aber ein allgemeiner Begriff im Sinne von „Befehlshaber“ geblieben zu sein, der sich sowohl auf Militärtribunen als auch auf Praefecti, also allgemein auf die Kommandanten bestimmter Einheiten beziehen konnte. Gleichzeitig gibt es aber auch Belege, in denen Praepositi von den Tribunen gesondert genannt werden und diesen im Regelfall nachgeordnet gewesen zu sein scheinen. So schreibt der spätantike Militärschriftsteller Vegetius, dass die einzelnen Kohorten der römischen Armee je nach Wunsch des Kaisers durch Tribunen oder durch Praepositi befehligt worden seien. Im Handbuch der Notitia Dignitatum sind jedoch als Kommandanten der Kohorten nirgends Praepositi, sondern ausschließlich Präfekten oder Tribunen genannt. Die sonstigen Kommandanten der kleinen spätantiken Truppeneinheiten heißen in dieser Quelle entweder praefectus oder praepositus, ohne dass sich eine klare Unterscheidung zwischen den beiden Bezeichnungen treffen ließe. Die nun großflächig eingesetzten Befehlshaber in den einzelnen Abschnitten des nordafrikanischen Limes werden dagegen ausnahmslos als Praepositi angesprochen. Auch darüber hinaus gibt es einige Quellen, die darauf hinzudeuten scheinen, dass es neben der allgemeinen Bedeutung auch einen festen Titel praepositus in der römischen Offizierslaufbahn gab.
Eine besondere Funktion hatten die Praepositi labarum, die das Labarum als höchstes Feldzeichen der römischen Armee bewachten.